# قصبة ولد حادة (الخزازرة)
قصبة ولد حادة هي إحدى مشيخات المملكة المغربية، تتبع جغرافيا لإقليم سطات وإداريًا لالخزازرة. يقدر عدد سكانها بـ 3101 نسمة حسب الإحصاء الرسمي للسكان والسكنى لسنة 2004.